# Acnephalum gracilis
Acnephalum gracilis là một loài ruồi trong họ Asilidae. Acnephalum gracilis được Hermann miêu tả năm 1908. Loài này phân bố ở vùng nhiệt đới châu Phi.